# Генрік Стенсон
Генрік Стенсон (швед. Henrik Stenson, 5 квітня 1976) — шведський гольфіст, переможець Відкритого чемпіонату Британії 2016 року, олімпійський медаліст. 
Стенсон провів понад 250 тижнів у чільній десятці, офіційного світового рейтингу, найкращий його рейтинг — другий у світі. Він вигравав як Кубок Фед-Екс у PGA-турі, так і Перегони до Дубаю в Європейському турі, причому зробив це одного року, що назвали «історичним дублем». Сам Стенсон називає це досягнення «дубль-дубль», оскільки крім виграшу в загальному заліку він також виграв відповідні фінальні турніри.
Свій перший мейджор Стенсон виграв у віці 40 років на Відкритому чемпіонаті Британії 2016 року. При цьому він встановив рекордний для мейджорів результат — 20 ударів менше від пару. Цю перемогу він здобув у напруженій дуелі з Філом Міклсоном, опередивши його на 3 удари, а третє місце на 14 ударів. 
Стенсон виборов срібну олімпійську медаль на Олімпійських іграх 2016 в Ріо-де-Жанейро, на яких гольф повернувся до олімпійської програми через 112 років. 
Стенсон виступав за Європу в кубку Райдера 2006, 2008 та 2014 року. 
Характерною рисою гри Стенсона є використання тривуда для першого удару з ті, тоді коли більшість гольфістів віддають перевагу драйверу. 

## Виноски
1. ↑  Архівована копія. Official World Golf Ranking. Official World Golf Ranking. Архів оригіналу за 16 липня 2016. Процитовано 17 липня 2016.{{cite web}}:  Обслуговування CS1: Сторінки з текстом «archived copy» як значення параметру title (посилання)
2. ↑  With this Win: Henrik Stenson – DP World Tour Champion. PGA European Tour. 17 листопада 2013. Архів оригіналу за 1 лютого 2014. Процитовано 17 листопада 2013. (Stenson) becomes the first player to win the FedEx Cup Series on the US PGA Tour and The Race to Dubai and in the same season.
3. ↑  Hammond, Ashley (17 листопада 2013). Donald and McIlroy praise Stenson's efforts – Pair impressed with Swede's success on both sides of the Atlantic. GulfNews.com. Архів оригіналу за 18 листопада 2013. Процитовано 17 листопада 2013. Although Stenson has not quite replicated the same feat as Donald and McIlroy, who achieved respective money list double acts in 2011 and 2012, Stenson is still the first golfer to win both play-off finales on the two tours. On the European Tour, the Race to Dubai is the money list, but in America the money list and season-ending FedExCup are separate, with Tiger Woods winning the PGA Tour money list this year. Donald said: "He has not won the money list in the US but he did win the Race to Dubai and the FedExCup, which neither Rory or myself did. Obviously that's very, very impressive. ..."
4. ↑  Red-hot Stenson resets goals. PGA European Tour. 18 листопада 2013. Архів оригіналу за 1 лютого 2014. Процитовано 21 листопада 2013. ...after securing an historic double ... Stenson became the first man to win The European Tour's Race to Dubai and FedEx Cup on the US PGA Tour in the same year.
5. ↑  Week 46 – Wins For World No 2 And 3. Official World Golf Ranking. 18 листопада 2013. Архів оригіналу за 21 листопада 2013. Процитовано 21 листопада 2013. Henrik Stenson hailed a "dream season" as he claimed a historic double
6. ↑  Elling, Steve (17 листопада 2013). Henrik Stenson overpowers Earth Course and field to double his pleasure. The National. Архів оригіналу за 19 листопада 2013. Процитовано 19 листопада 2013. A month after winning the FedEx Cup points title in Atlanta, Stenson breezed to the European Tour's Race to Dubai points title, too, pocketing a combined US$11 million in bonus money and becoming the first member of both circuits to win the seasonal points crowns in the same year. He won the season finales on both tours in the process. "The double-double," Stenson said. "That's going to take some beating in the future."